# Dianthus charadzeae
Dianthus charadzeae là loài thực vật có hoa thuộc họ Cẩm chướng. Loài này được Gagnidze & Gvin. mô tả khoa học đầu tiên năm 1981.